# Тёмносиние
Темносиние — угасший русский княжеский род происходящий от Ярославских князей, отрасль князей Щетининых. Рюриковичи. Род внесён в Бархатную книгу.

## Происхождение и история рода
Родоначальник — князь Владимир Семёнович по прозванию Темносиний, от которого пошёл княжеский род и фамилия. Его отец, князь Семён Фёдорович по прозванию Щетина, являлся родоначальником князей Щетининых. Сын князя Владимира Семёновича — князь Дмитрий Владимирович по прозванию Сандыревский, являлся родоначальником угасшего княжеского рода Сандыревы.

## Известные представители
- Князь Тёмносиний Иван Васильевич — второй воевода пятого Большого полка в Казанском походе (1544).
- Князь Темносиний Пётр Васильевич по прозванию Давыдовский  — воевода на Куси, убит казанцами, но в каком году не известно.
- Князь Тёмносиний Борис Петрович — участвовал в Казанском походе (1544), голова в Государевом полку в Полоцком походе (1551).
- Князь Тёмносиний Дмитрий Петрович — написан в третью статью московских детей боярских (1551).
- Князь Темносиний Фёдор Петрович по прозванию Салеж — голова и воевода.
- Князь Тёмносиний Никита Петрович — первый голова в походе против польского короля (1654), второй голова в походе из Смоленска под Ригу против шведов (1656).
- Князь Темносиний Иван Никитич — стольник, завоеводчик в Крымском походе (1687), пожалован в окольничии (1690).
- Князь Тёмносиний Григорий Никитич — убит в Конотопской битве (1659).
- Князья: Тёмносиний Иван Степанович и Григорий Михайлович  — стольники (1703).

## Критика
Неизвестно почему, но некоторые представители рода в историографии написаны князья — Засекины, но род Засекиных происходит совсем от другого колена, а именно от родного брата праотца данного рода князя Семёна Фёдоровича Щетинина, от князя Ивана Фёдоровича. Вероятно, это произошло от того, что род князей Тёмносиних записан в поколенной росписи князей Засекиных, поданной в 1682 году в Палату родословных дел и перешедшей далее в Бархатную книгу.
К примеру: окольничий и князь Тёмносиний Иван Никитич, в историографии отмечен князем Засекиным И.Н. Князь Тёмносиний Пётр Васильевич по прозванию Давыдовский в историографии упомянут Темносиний-Засека Пётр Васильевич, хотя правильнее Темносиний-Щетинин. Тёмносиний Григорий Никитич, погибший в Конотопской битве, в Бархатной книге упомянут князем Засекиным.

## Отражение в искусстве
- "Ада, или Радости страсти: Семейная хроника" — княжна София Темносиняя[5].